# Synchroniciteit
De term synchroniciteit (letterlijk: gelijktijdigheid) betekent zinvolle coïncidentie van uiterlijke en innerlijke gebeurtenissen die zelf niet causaal verbonden zijn. Het begrip werd in 1930 geformuleerd  door de Zwitserse psychiater en psycholoog Carl Gustav Jung in zijn verhandeling Synchroniciteit: een acausaal, verbindend principe. Van synchroniciteit is sprake wanneer twee of meer gebeurtenissen min of meer tegelijkertijd optreden in een voor de betrokkene zinvol verband, dat niet noodzakelijk als causaal wordt ervaren. Eenvoudig gezegd: je ervaart het als "meer dan gewoon toeval"; omdat de twee gebeurtenissen voor jou met elkaar te maken schijnen te hebben, maar niet zo dat het ene het andere heeft voortgebracht. Jung zag synchroniciteit als een ander verklaringsmodel dat naast causaliteit zijn plaats verdiende. Dit concept stelt de causaliteit zelf niet ter discussie noch wil het ermee concurreren. Het beweert slechts dat, net zoals gebeurtenissen kunnen gegroepeerd worden onder 'oorzaak', ze net zo goed kunnen worden gegroepeerd onder hun betekenis.

## Introductie
Jung voerde dit begrip in toen hij, na bestudering van de psychologie van onbewuste processen, constateerde dat het causaliteitsbeginsel ontoereikend was om bepaalde merkwaardige verschijnselen in de onbewuste psychologie te verklaren. Zo vond hij vaak merkwaardige parallellen in bijvoorbeeld dromen, ziektebeelden en ervaringen van zijn patiënten. Deze samenhang leek hem niet louter toevallig, maar wezenlijk. Vandaar dat hij het "synchroniciteit" doopte.
Jung noemt als voorbeeld dat zijn patiënte hem eens vertelde over een droom waarin een scarabee voorkwam. Op datzelfde moment vloog een dergelijk insect zijn kamer binnen. Een scarabee is hoogst zeldzaam op de plek waar Jung woonde. Het lijkt toeval, maar volgens Jung is het dat niet. Verdere analyse via droomduiding en vooral symboliek bracht hem op het spoor van de werking van een voordien ongekende samenhang van psychische processen.
Jung zegt zelf over synchroniciteit:
"Synchroniciteit is niet raadselachtiger of geheimzinniger dan de discontinuïteiten in de fysica. Het is slechts de vastgeroeste overtuiging van de almacht van de causaliteit die het verstand moeilijkheden bereidt en die het ondenkbaar doet schijnen dat er oorzaakloze gebeurtenissen zouden kunnen voorkomen of bestaan... Zinvolle coïncidenties zijn denkbaar als zuivere toevalligheden. Maar naarmate hun aantal toeneemt en de overeenkomst groter en nauwkeuriger is, wordt het steeds minder waarschijnlijk en meer ondenkbaar dat hier sprake van toeval is. Dat wil zeggen: ze kunnen niet meer voor zuiver toeval doorgaan, maar moeten bij gebrek aan causale verklaringen als ordeningen volgens een bepaald plan opgevat worden... Hun 'gebrek aan verklaarbaarheid' bestaat niet alleen uit het feit dat de oorzaak onbekend is, maar ook uit het feit dat zo'n oorzaak met onze verstandelijke capaciteiten niet denkbaar is".
Zijn collega's namen hem deze wending toen bijzonder kwalijk, want voor hen was alleen causaliteit aanvaardbaar in een wetenschappelijk opgevatte psychologie. Intussen is er binnen de hedendaagse psychologie meer interesse in een psychologie die de mens niet als een ding benadert, maar als een zichzelf verklarend wezen. In deze wijsgerig antropologische visie op psychologie wordt ervan uitgegaan dat de empirisch-analytische opvatting van de (nomothetische) wetenschap niet zonder meer toepasbaar is op de mens als studieobject.

## I Tjing
Deze betekenisvolle gelijktijdigheid was voor Jung ook belangrijk in de verklaring van de werking van de I Tjing (Boek der Veranderingen). Hierbij wordt zes keer achter elkaar met drie munten geworpen (in de oorspronkelijke traditie hanteerde men met duizendbladstengels om het toepasselijke I Tjingteken te vinden). De muntencombinaties, kop-kop-munt en dergelijke worden omgezet in ononderbroken lijnen of gebroken lijnen en 'rustende' of 'bewegende' lijnen. De combinatie van zes lijnen die zo is verkregen wordt een hexagram genoemd en heeft een nummer en een bijbehorende tekst. Deze tekst geeft antwoord op de vraag die gesteld is bij het raadplegen van het orakel door het werpen van de munten. De theorie van de synchroniciteit verklaart waarom die tekst een passend antwoord is bij de vraag.
Jung schreef het voorwoord bij een uitgave van Boek der Veranderingen.

## Astrologie
Ook astrologie kan met dit principe verklaard worden. Niet de planeten veroorzaken de gebeurtenissen, maar tussen de gebeurtenissen en de planeten is sprake van gelijktijdigheid. Astrologie is volgens jungiaanse astrologen als Liz Greene gebaseerd op het principe van synchroniciteit. De "invloed van de sterren" bestaat niet in causale zin. Er is hoegenaamd geen causale invloed die uitgaat van de planeten of de sterren.
Aldus geïnterpreteerd, zou astrologie 'werken' op de manier zoals die reeds beschreven wordt in de Smaragden Tafel van Hermes Trismegistus:
Zo boven, zo beneden
En wat boven is, is gelijk beneden is
zodat het wonder van het Ene zich kan voltrekken
Liz Greene verwoordt het aldus:

De stand van de hemellichamen op een gegeven ogenblik in de tijd reflecteert de kwaliteiten van dat bepaald moment en daarmee ook de kwaliteiten van alles wat op datzelfde ogenblik geboren wordt. Het ene veroorzaakt niet het andere, ze zijn synchroon en spiegelen elkaar.